# جیمز لوگان
جیمز لوگان (انگلیسی: James Logan؛ زادهٔ ۱۷ سپتامبر ۱۹۳۳) بازیکن هاکی روی یخ اهل کانادا است.
از فیلم‌ها یا برنامه‌های تلویزیونی که وی در آن نقش داشته‌است می‌توان به مکانیک اشاره کرد.